# Aleksandra Ėlbakjan
Aleksandra Asanovna Ėlbakjan (in russo Александра Асановна Элбакян?, spesso reso con Alexandra Elbakyan; Almaty, 6 novembre 1988) è una programmatrice e attivista kazaka, fondatrice di Sci-Hub, che consente il libero accesso a documenti scientifici.
Secondo Ėlbakjan Sci-Hub ha fornito oltre un miliardo di articoli scientifici ai suoi visitatori dal 2011. È stata definita "la regina dei pirati della scienza". Nature l'ha inserita nella top ten delle persone più importanti per la scienza nel 2016, Ars Technica l'ha paragonata ad Aaron Swartz e The New York Times l'ha paragonata a Edward Snowden.

## Biografia
Ėlbakjan è nata ad Almaty in Kazakhstan il 6 novembre 1988. Si descrive come multirazziale, di origine armena, slava e asiatica. Nel 2009 ha conseguito il Bachelor of Science in Informatica presso la Kazakh National Technical University, con specializzazione in sicurezza informatica. Nel 2010, dopo un anno di lavoro nel settore della sicurezza informatica a Mosca, ha ottenuto le risorse finanziarie necessarie per lavorare ad un progetto di interfaccia neurale all'Università di Friburgo e ha sviluppato un interesse per il transumanesimo, motivo per il quale ha svolto un tirocinio estivo presso il Georgia Institute of Technology negli Stati Uniti, dove ha studiato "Neuroscienze e Coscienza".
Durante la redazione della tesi si scontrò spesso con la necessità di accedere a documenti scientifici messi a disposizione solo a pagamento. Trovò un modo di aggirare i paywall delle case editrici ed iniziò a farlo su richiesta di altri studenti. Rientrata in patria, decise di organizzare un metodo per dare sistematicamente accesso ai documenti di ricerca e nel 2011 fondò Sci-Hub, un sito che rende pubbliche gli articoli dei ricercatori. Nel 2016 il sito ospitava circa 60 milioni di pubblicazioni e raggiunse i 75 milioni di download. Sci-Hub è stato descritto dal giornalista di Science John Bohannon come "un atto di altruismo o una massiccia impresa criminale, in base a chi lo si chiede".
Dopo una causa intentata negli Stati Uniti dall'editore Elsevier, Ėlbakjan è attualmente in clandestinità a causa del rischio di estradizione ed è stata emessa un'ingiunzione contro di lei e un risarcimento danni per 15 milioni di dollari. Secondo un'intervista del 2016, le sue ricerche nel campo delle neuroscienze sono sospese ma si è iscritta a un master in Storia della scienza in una "piccola università privata" in un luogo segreto. La sua tesi è incentrata sulla comunicazione scientifica. Nel dicembre 2016 Nature Publishing Group ha nominato Aleksandra Ėlbakjan come una delle 10 persone che più contavano nella scienza nel 2016.
Ėlbakjan e Sci-Hub sono stati nuovamente coinvolti in una causa negli Stati Uniti nel 2017, questa volta con la American Chemical Society. ACS ha citato in giudizio il sito per violazione dei diritti d'autore e dei marchi e per appropriazione indebita. Più tardi nello stesso anno il tribunale si è pronunciato a favore dell'ACS, condannando Sci-Hub a una multa di 4.800.000 dollari per danni.
Nel 2018 Ėlbakjan ha chiesto ai sostenitori di Sci-Hub di unirsi al loro Partito Pirata locale per battersi affinché le leggi sul diritto d'autore vengano modificate.
Nel dicembre 2019 il Washington Post ha riferito che Ėlbakjan era sotto inchiesta da parte del Dipartimento della giustizia degli Stati Uniti d'America per presunti legami con l'intelligence militare russa, il GRU, al fine di rubare segreti militari statunitensi da appaltatori della difesa. Ėlbakjan ha negato ciò, dichiarando che Sci-Hub "non è in alcun modo direttamente affiliato ai servizi segreti russi o di qualche altro Paese", ma osserva che "naturalmente ci potrebbe essere un aiuto indiretto. Come per le donazioni, chiunque può inviarle; sono completamente anonime, quindi non so chi esattamente stia donando a Sci-Hub".

## Controversie
Ėlbakjan ha dichiarato di essere ispirata da ideali comunisti, anche se non si considera una rigida marxista. Ha dichiarato di sostenere uno Stato forte, in grado di resistere alla civiltà occidentale, e di non volere che "gli scienziati della Russia e del mio Paese natale, il Kazakistan, condividano i destini degli scienziati di Iraq, Libia e Siria, che sono stati "aiutati" dagli Stati Uniti a diventare più democratici". In particolare Ėlbakjan è fortemente critica nei confronti della ex Dynasty Foundation e delle figure ad essa associate, ritenendo che la fondazione fosse politicizzata, legata all'opposizione liberale russa e rispondesse alla definizione legale di "agente straniero"; la fondatrice della fondazione, a suo avviso, finanziava quei ricercatori le cui opinioni politiche concordavano con le proprie. Ėlbakjan afferma che dopo aver iniziato a indagare sulle attività della fondazione, e aver pubblicato le sue scoperte online, è diventata il bersaglio di una campagna di cyberbullismo dei sostenitori di Dynasty.
Nel 2017 una specie di vespe parassitoidi scoperta da un gruppo russo e messicano di entomologi ha preso il nome da Ėlbakjan (Idiogramma elbakyanae). Ėlbakjan ne fu offesa e ha affermato: "Se si analizza la situazione delle pubblicazioni scientifiche i veri parassiti sono gli editori scientifici e Sci-Hub, al contrario, si batte per la parità di accesso all'informazione scientifica". In seguito a questo episodio, e nel contesto delle sue relazioni a lungo tese con l'ala liberale e filo-occidentale della comunità scientifica russa, ha bloccato l'accesso a Sci-Hub per gli utenti della Russia. L'accesso a Sci-Hub è stato successivamente ripristinato in Russia ed Ėlbakjan ha detto in un'intervista che molti sostenitori l'hanno contattata e l'hanno convinta che "l'opinione dei cosiddetti 'divulgatori della scienza' che mi hanno attaccato su Internet non può essere considerata l'opinione della comunità scientifica". L'entomologo russo responsabile della denominazione della vespa ha dichiarato di sostenere Sci-Hub e che in ogni caso la denominazione non era un insulto, in particolare perché i parassitoidi sono più vicini a predatori che a parassiti.
Ėlbakjan è una forte sostenitrice dell'Open access e sostiene che la missione di Sci-Hub è perfettamente in linea con il movimento poiché i siti web come Sci-Hub sono parte dell'obiettivo verso cui i sostenitori dell'Open Access stanno lottando. Ėlbakjan ritiene che attraverso questo movimento i cittadini possano diventare più informati.